# Embu das Artes
Embu das Artes város Brazíliában, São Paulo államban. Lakosainak száma 276 535 fő (2020. július 1.). Embu das Artes Cotia, São Paulo, Itapecerica da Serra, Taboão da Serra és Osasco községekkel határos.

## Népesség
A település népességének változása:
| Lakosok száma | 207 663 | 240 230 | 261 781 | 276 535 | 250 691 |
|               | 2000    | 2010    | 2015    | 2020    | 2022    |